# Inhibición cognitiva
La inhibición cognitiva es un concepto propio del campo de la neuropsicología, una función ejecutiva fundamental que se refiere a la capacidad de suprimir deliberadamente los pensamientos y/o las emociones para poder actuar de una manera específica. Esta inhibición cognitiva  se encuentra en la base del proceso regulatorio de las emociones en el ser humano, ya que este tipo de control inhibitorio  es clave  en  la  prevención  de  una respuesta impulsiva. Nos sirve para evitar la realización de un acto reactivo impropio opuesto y nos sirve para la regulación emocional.

## Definición
La inhibición cognitiva forma parte de las funciones ejecutivas. Cuando ejerce el control sobre los procesos de memoria, tiene la función de regular la accesibilidad de los recuerdos y permite resolver las interferencias.   Es la facultad de suprimir deliberadamente pensamientos y emociones para poder actuar de manera apropiada a las circunstancias. Esta inhibición cognitiva  se encuentra en la base del proceso regulatorio de las emociones en el ser humano, ya que este tipo de control inhibitorio  es clave  en  la  prevención  de  una respuesta impulsiva. Nos sirve para evitar la realización de un acto reactivo impropio opuesto y nos sirve para el control  de  las  expresiones  emocionales.
La inhibición cognitiva es un tipo de control inhibitorio que nos permite suprimir la información irrelevante de nuestra memoria de trabajo y no tomar en cuenta pensamientos o recuerdos que no queremos o nos duelen o nos molestan o simplemente que no necesitamos en ese momento.
La inhibición cognitiva nos permite controlar la interferencia de ciertas representaciones mentales que nos molestan o lastiman. Gracias a ella,  podemos  suprimir  pensamientos  o  recuerdos  no  deseados, por ejemplo, cuando se nos recuerda algo en lo que preferiríamos no pensar, a menudo intentamos excluir el recuerdo no deseado de nuestra conciencia, esto se lleva a cabo a través del córtex prefrontal lateral, que actúa reduciendo la actividad del hipocampo y se relaciona con la adaptación tras una situación de estrés o a un trauma. Se ha investigado mucho la influencia del estrés agudo y el consiguiente aumento de cortisol en la inhibición de la respuesta y sus procesos corticales subyacentes.
Estas habilidades inhibitoria de alto nivel cognitivo, por un lado se desarrollan y evolucionan a lo largo de la vida y son necesarias para lograr una adaptación exitosa al ambiente y mantener una salud integral, pero, por el otro, pueden dar lugar a situaciones patológicas.

## Alteraciones y patologías
La alteración del funcionamiento de la inhibición cognitiva  se ha relacionado con la presencia de olvidos de información relevante.
La inhibición cognitiva comienza a perderse en pacientes con enfermedades degenerativas. En estos casos, la desinhibición que aparece es causada por daños en las regiones cerebrales frontotemporales. La disfunción ejecutiva y consiguiente pérdida de la  inhibición cognitiva es un componente común e incapacitante también en la depresión tardía.
Los déficits de inhibición conductual suelen describirse como una pérdida de la conducta social y de la impulsividad, mientras que los déficits de inhibición cognitiva se refieren a las deficiencias en la supresión de las respuestas verbales prepotentes y la resistencia a la interferencia de los distractores.
Los déficits de inhibición cognitiva también se han asociado con la propensión al suicidio. Hay estudios que sugierren que las disfunciones cognitivas son significativamente mayores en los ideadores de suicidio con un historial de intentos de suicidio y que la ideación suicida podría estar asociada a un sesgo de procesamiento y un déficit inhibitorio para la información negativa y congruente con el estado de ánimo.